# Comunitat de municipis del País d'Évran
La Comunitat de municipis del País d'Évran (en bretó Kumuniezh kumunioù Bro Evrann) és una estructura intercomunal francesa, situada al departament de les Costes d'Armor a la regió Bretanya, al País de Dinan. Té una extensió de 119,97 kilòmetres quadrats i una població de 6.230 habitants (2009).

## Composició
Agrupa 8 comunes :
1. Les Champs-Géraux
2. Évran
3. Le Quiou
4. Plouasne
5. Saint-André-des-Eaux
6. Saint-Judoce
7. Saint-Juvat
8. Tréfumel